# Bene Vagienna
Bene Vagienna is een gemeente in de Italiaanse provincie Cuneo (regio Piëmont) en telt 3420 inwoners (31-12-2004). De oppervlakte bedraagt 48,9 km², de bevolkingsdichtheid is 70 inwoners per km².
De volgende frazioni maken deel uit van de gemeente: Buretto, Gorra, Isola, Podio, Pra - Santa Croce, Roncaglia, San Bernardo, Santo Stefano.

## Demografie
Bene Vagienna telt ongeveer 1432 huishoudens. Het aantal inwoners steeg in de periode 1991-2001 met 3,3% volgens cijfers uit de tienjaarlijkse volkstellingen van ISTAT.
| Jaar | Inwoneraantal |
| ---- | ------------- |
| 1991 | 3193          |
| 2001 | 3299          |

## Geografie
Bene Vagienna grenst aan de volgende gemeenten: Carrù, Fossano, Lequio Tanaro, Magliano Alpi, Narzole, Piozzo, Salmour, Trinità.

## Externe link

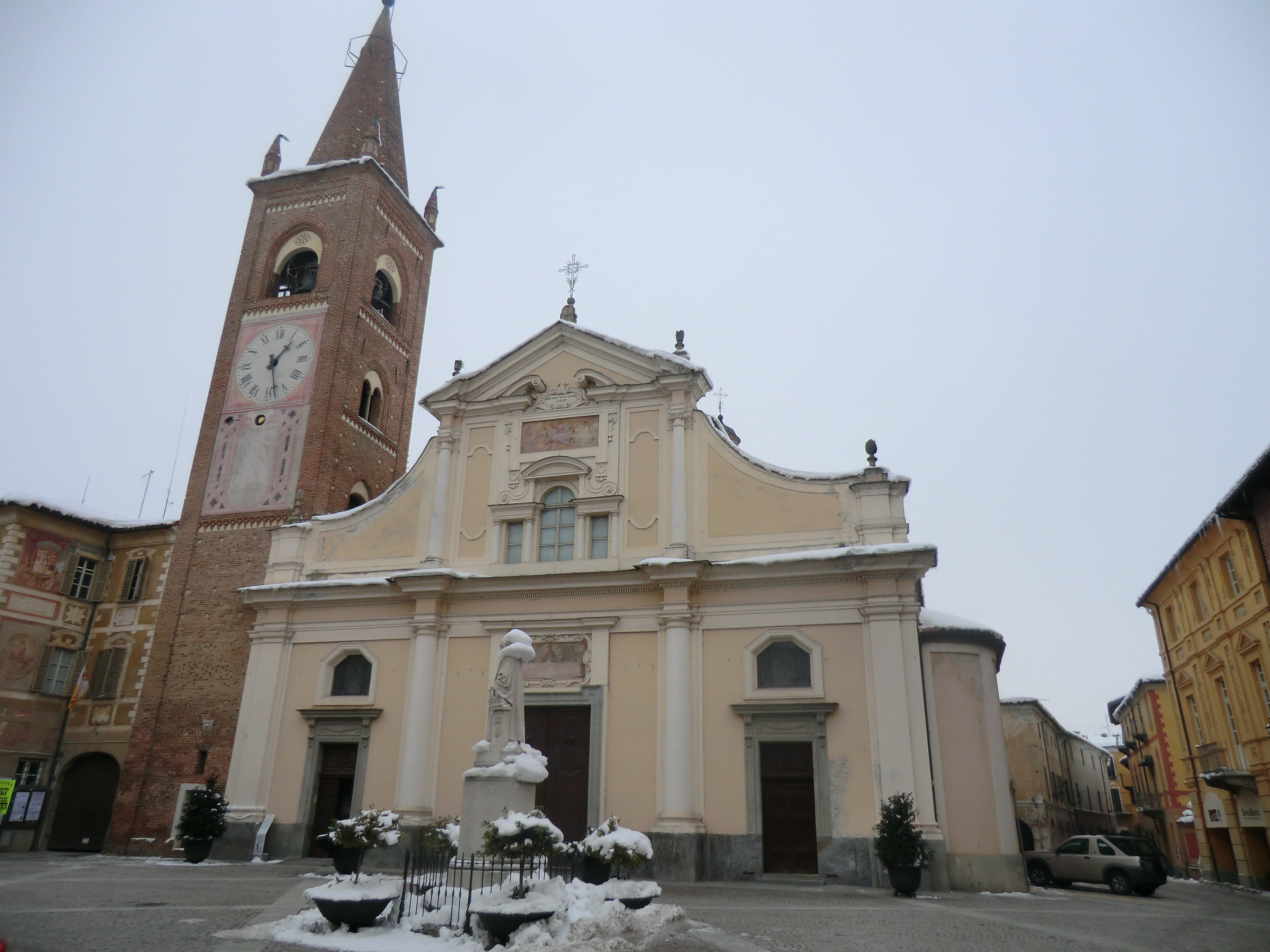
Kerk